# Гаплогруппа E1b1b1b (Y-ДНК)
Гаплогруппа E1b1b1b  (Z827) — гаплогруппа ДНК Y-хромосомы человека.
Гаплогруппа E1b1b1b, наряду с гаплогруппами E1b1b1* (M35),  E1b1b1a (V68),  E1b1b1c (V6),  E1b1b1d (V92), является частью гаплогруппы E1b1b1 (M35).
В свою очередь, E1b1b1b (Z827) делится на субклады: гаплогруппа E1b1b1b* (Z827), гаплогруппа E1b1b1b1 (L19/V257) и гаплогруппа E1b1b1b2 (Z830)

## Субклады

### E1b1b1b1 (L19/V257)
Гаплогруппа E1b1b1b1 (L19/V257) является частью гаплогруппы E1b1b1b (Z827). Гаплогруппа E1b1b1b1 (L19) в популяциях представлена в основном своим субкладом E1b1b1b1a (M81).

## Внешние связи

### Филогенетическое древо и карты распределения Y-ДНК гаплогруппы E1b1b1
- Y-DNA Haplogroup E and Its Subclades from ISOGG 2013
- Map of E1b1b1 distribution in Europe

### Проекты
- [www.familytreedna.com/public/e3b E1b1b (E3b) Y-DNA Project at FTDNA]
- Haplozone::The E-M35 Phylogeny Project (former E3b Project)
- E-M35 Phylogeny Project Wiki